# San Cristóbal de Couzadoiro
Couzadoiro o San Cristóbal de Couzadoiro (llamada oficialmente San Cristovo de Couzadoiro) es una parroquia española del municipio de Ortigueira, en la provincia de La Coruña, Galicia.

## Entidades de población
Entidades de población que forman parte de la parroquia:
- A Corredoira
- A Pena
- Acibido (O Acivido)
- As Penas do Rego
- Biduído de Baixo (Biduído de Abaixo)
- Biduído de Riba (Biduído de Arriba)
- Castelo
- Castrillón
- Cernada
- Corvelle de Baixo (Corvelle de Abaixo)
- Corvelle de Riba (Corvelle de Arriba)
- Cu de Petos
- Ferreira (A Ferrería)
- Martiñán
- Meixonfrío
- Mestas[4] (As Mestas)
- Montecalvelo
- Nogueirido[5] (O Nogueirido)
- O Chao
- O Coutado
- O Cristo
- O Foxo
- O Pazo
- O Pesco
- O Teixeiro de Baixo (O Teixeiro de Abaixo)
- O Valle
- Piñeiro[6] (O Piñeiro)
- Randamil
- Riba de Souto
- San Miguel
- Santaballa de Baixo (Santaballa de Abaixo)
- Santaballa de Riba (Santaballa de Arriba)
- Torre[7] (A Torre)
- Xiros
- Xorres
- Vilar[8] (O Vilar)

## Despoblados
- Martiñán
- O Teixeiro de Riba (O Teixeiro de Arriba)
- Porto de Insua
- Preguntorio[9] (O Preguntoiro)
- Trabado[10] (O Trabado)

## Demografía
| Gráfica de evolución demográfica de Couzadoiro entre 2000 y 2019 |
|                                                                  |
| Datos según el nomenclátor publicado por el INE.                 |